# SN 2007aa
SN 2007aa – supernowa typu II-P odkryta 18 lutego 2007 roku w galaktyce NGC 4030. W momencie odkrycia miała maksymalną jasność 15,70m.